# Z-32
Z-32 es la nomenclatura doble que recibe la autovía española A-68 en el tramo comprendido entre el punto kilométrico 246+180 (bifurcación con la Autopista Vasco-Aragonesa, AP-68, en Monzalbarba) y el punto kilométrico 249+380 (comienzo de la variante de Utebo-Casetas de la Carretera de Logroño). Este tramo fue concebido para aliviar parte del tráfico que circulaba por la Carretera de Logroño (actualmente denominada N-232) en su salida de Zaragoza, desplazándolo hacia un tramo de autopista liberalizado, de unos 3 kilómetros, que anteriormente había pertenecido a la Autopista Vasco-Aragonesa y que actualmente pertenece a la A-68. 
Esta conexión permitió rebajar la siniestralidad que acumulaba la entrada a Zaragoza por la antigua Carretera de Logroño, debido a la gran saturación de tráfico que sufría esta vía y al gran número de intersecciones, rotondas, semáforos y polígonos industriales existentes.